# Żyć szybko, umierać młodo
Żyć szybko, umierać młodo (ang. The Rules of Attraction) – amerykańsko-niemiecki komediodramat z 2002 roku w reżyserii Rogera Avary'ego, zrealizowany na podstawie powieści Breta Eastona Ellisa.

## Opis fabuły
Akcja filmu toczy się w Camden College, szanowanej, prywatnej uczelni wyższej zlokalizowanej w północnowschodnim New Hampshire.
Pierwsza scena przedstawia troje głównych bohaterów − studentów Lauren Hynde, Paula Dentona i Seana Batemana − podczas imprezy o wymownej nazwie "Koniec świata"; widz poznaje także szereg bohaterów drugo- i trzecioplanowych. W trakcie trwania filmu ujawnione zostają nietypowe relacje łączące poszczególne postacie. Sean jest zakochany w pięknej Lauren. Lauren, inteligentna i nieprzystępna dziewczyna, zdecydowanie preferuje towarzystwo Victora, przystojnego, lecz zainteresowanego głównie sobą kobieciarza. Victorem interesuje się również Lara, niezbyt bystra współlokatorka Lauren. Victor nie ma nic przeciwko takiemu układowi. Lauren spotykała się wcześniej ze snobowatym Paulem Dentonem, ale Paul − biseksualista − aktualnie ma wyraźną ochotę na związek z Seanem.

## Obsada
- James Van Der Beek jako Sean Bateman
- Shannyn Sossamon jako Lauren Hynde
- Ian Somerhalder jako Paul Denton
- Jessica Biel jako Lara Holleran
- Kip Pardue jako Victor Johnson
- Clifton Collins Jr. jako Rupert Guest
- Thomas Ian Nicholas jako Mitchell Allen
- Russell Sams jako Richard "Dick" Jared
- Clare Kramer jako Candice
- Kate Bosworth jako Kelly
- Eric Stoltz jako pan Lawson
- Theresa Wayman jako dziewczyna serwująca dania w stołówce
- Colin Bain jako Donald
- Fred Savage jako Marc
- Joel Michaely jako Raymond
- Jay Baruchel jako Harry
- Paul Williams jako doktor Phibes
- Eric Szmanda jako student uczelni filmowej
- Ron Jeremy jako pianista
- Paul Oakenfold jako on sam (poza czołówką)
- Faye Dunaway jako pani Denton
- Swoosie Kurtz jako pani Mimi Jared
- Casper Van Dien jako Patrick Bateman, brat Seana (scena usunięta)

## Bohaterowie
- Sean Bateman – egoistyczny i nieczuły handlarz narkotyków, który − ku własnemu zdziwieniu − zakochuje się w Lauren Hynde. Choć spędza noc ze współlokatorką Lauren, nie uważa się za niewiernego ("Zrobiłem to tylko dlatego, że kocham ciebie"). Także obiekt pożądania Paula Dentona oraz rozterek sercowych studentki, która serwuje dania w uczelnianej stołówce. Postać wyjątkowo wyrachowana i okrutna.
- Lauren Hynde – dziewica desperacko zakochana w Victorze Johnsonie, swym byłym chłopaku podróżującym po Europie (dla niego zachowuje cnotę). Jej uczucie do Seana Batemana rozwija się wraz z trwaniem filmu, lecz przeradza się w nienawiść, gdy okazuje się, że Sean zdradził ją z Larą Holleran, współlokatorką Lauren. Ostatecznie bohaterka traci dziewictwo z przygodnym partnerem podczas imprezy studenckiej.
- Paul Denton – były chłopak Lauren Hynde, zdeklarowany biseksualista. Pożąda Seana Batemana, który jednak go odrzuca. Desperacko usiłuje uwikłać się w relacje z innymi mężczyznami.
- Lara Holleran – promiskuityczna współlokatorka Lauren Hynde.
- Richard Jared (każe zwracać się do siebie per "Dick" [z ang. dick – penis]) − stary przyjaciel Paula Dentona i jego seksualny partner, lubujący się w nadużywaniu alkoholu. Jego matka przyjaźni się z rodzicielką Paula.
- Victor Johnson – prostacki eks-partner Lauren Hynde, który po powrocie z Europy nie pamięta, kim ona jest. Według Lauren "zniewieściały chłopak" o subtelnym usposobieniu, w istocie postać wysoce wyrachowana i promiskuityczna (jego podróż po Europie obfituje w niezliczone, przelotne romanse). Ponadto przyjaciel Seana Batemana.
- Rupert Guest – narkoman, diler, kryminalista. Sean Bateman winny jest mu sporą gotówkę; gdy nie oddaje mu należytych pieniędzy, zostaje przez niego dotkliwie pobity.
- Mitchell Allen – dość niepozorny student Camden College, kumpel Seana Batemana i Victora Johnsona, chłopak studentki imieniem Candice. Zdaje się idolizować Victora. Romansował z Paulem Dentonem.
- Dziewczyna serwująca dania w stołówce – bezimienna, niestabilna emocjonalnie postać skrycie zakochana w Seanie Batemanie. O swoim uczuciu do niego pisze w anonimowych liścikach miłosnych, które następnie mu podsyła (ten − błędnie − uważa, że ich nadawczynią jest Lauren Hynde). Nie ma odwagi przedstawić się Seanowi; ostatecznie popełnia samobójstwo.
- Kelly – łatwowierna i dość wrażliwa dziewczyna, z którą Sean nawiązuje romans podczas jednej z imprez.
- Candice – partnerka Mitchella Allena, która podczas jednej z imprez ma wyraźną ochotę na triolistyczny romans z Paulem Dentonem (nie wiedząc, że ten romansował niegdyś z Mitchellem).
- Marc – uzależniony od heroiny kumpel Seana Batemana, który winien jest mu gotówkę za dostęp do używek.
- Pani Denton i pani Jared – matki Paula i Richarda, które − by ujarzmić stres, z jakim się borykają − uciekają się w zażywanie wszelakich leków. Homo- i biseksualność synów zdają się tolerować.

## Produkcja filmu
Film kręcono począwszy od 17 sierpnia 2001 roku (dokładna data zakończenia zdjęć pozostaje nieznana), przede wszystkim na terenie stanu Kalifornia (USA) − na University of Redlands i w Los Angeles. Pozostałe plenery obejmowały miasta europejskie: Amsterdam, Dublin, Londyn, Wenecję; materiały zrealizowane w Europie złożyły się następnie na film nakręcony przez jednego z bohaterów przy użyciu kamery wideo. Kręcenie obrazu trwało aż do września i zbiegło się z zamachem na World Trade Center w Nowym Jorku. Żyć szybko, umierać młodo był jedynym filmem kręconym 11 września w Los Angeles. Budżet filmu wynosił cztery miliony dolarów.
Film był jednym z pierwszych projektów mainstreamowych, które zmontowano w edytorze Final Cut Pro.

## Zyski finansowe
W Polsce, w ciągu pierwszego tygodnia wyświetlania filmu w kinach, Żyć szybko, umierać młodo zainkasowało 19 782 dolary. Ogólnoświatowe wpływy z dystrybucji wyniosły 11 819 244 USD.